# تپه حسین‌آباد چولک
تپه حسین‌آباد چولک مربوط به سده‌های اولیه و میانه دوران‌های تاریخی پس از اسلام است و در شهرستان نهاوند، بخش مرکزی، دهستان طریق الاسلام، ۴۵۰ متری ضلع جنوبی روستای حسین‌آباد چولک واقع شده و این اثر در تاریخ ۲۵ آبان ۱۳۸۷ با شمارهٔ ثبت ۲۳۶۷۴ به‌عنوان یکی از آثار ملی ایران به ثبت رسیده است.